# Півцакін Микита Васильович
Микита Васильович Півцакін (рос. Никита Васильевич Пивцакин; 23 липня 1991, м. Омськ, СРСР) — російський хокеїст, захисник. Виступає за «Авангард» (Омськ) у Континентальній хокейній лізі. Майстер спорту.
Хокеєм почав займатися у 1997 році (перший тренер — Євген Корноухов). Вихованець хокейної школи «Авангард» (Омськ). Виступав за «Авангард-2» (Омськ), «Омські Яструби», «Авангард» (Омськ).
У чемпіонатах КХЛ — 249 матчів (8+35), у плей-оф — 38 матчів (4+2).
У складі національної збірної Росії учасник EHT 2014 і 2015. У складі молодіжної збірної Росії учасник чемпіонатів світу 2010 і 2011. У складі юніорської збірної Росії учасник чемпіонату світу 2009.
Досягнення
- Срібний призер чемпіонату Росії (2012)
- Переможець молодіжного чемпіонату світу (2011).